# 贾家庄镇
贾家庄镇，是中华人民共和国山西省吕梁市汾阳市下辖的一个乡镇级行政单位。

## 經濟
2019年第一届「吕梁文学季」于贾家庄举办，由電影導演贾樟柯籌辦。

## 行政区划
贾家庄镇下辖以下地区：
贾家庄村、西陈家庄村、北廓村、米家庄村、前庄化村、后庄化村、罗城村、古浮图村、朝阳坡村、小罗城村、太平村、董寺村、金井村、新丰村、古贤村、西雷家堡村和大相村。